# Miroslav Klose
Miroslav Josef Klose (* 9. června 1978, Opolí, Polsko) je bývalý německý fotbalový útočník a reprezentant. Mimo Německo působil na klubové úrovni v Itálii v mužstvu Lazio Řím.
Narodil se na území dnešního Polska, jeho otec je však etnický Němec a má německé občanství.
Je mistr světa z roku 2014 a se 71 góly nejlepší střelec německého národního týmu v historii (před druhým v pořadí Gerdem Müllerem - 68 gólů) a zároveň nejlepší střelec historie světových šampionátů (s 16 góly). Je jedním ze tří hráčů, kteří skórovali na 4 mistrovstvích světa (společně s krajanem Uwe Seelerem a legendárním Brazilcem Pelém).

## Rodina
Klose se narodil v Polsku jako Mirosław Marian Klose. Otec Józef Klose byl fotbalista (mj. polský klub Odra Opole a francouzský AJ Auxerre), matka Barbara Jeż reprezentovala Polsko v házené. Miroslav odjel z Polska do Německa s matkou v roce 1987.

## Klubová kariéra
Klose hrál fotbal za různé kluby. Do svých 20 let hrál sedmou německou ligu v týmu SG Blaubach-Diedelkopf, poté přestoupil do Homburgu, kde začínal v rezervě (5. liga). Odsud si jej vytáhl 1. FC Kaiserslautern, kde posléze vytvořil útočné duo s Vratislavem Lokvencem.
Od roku 2004 do 2007 hrál za Werder Brémy. Patří k nejúspěšnějším útočníkům německé Bundesligy, v sezóně 2005/06 byl s 25 brankami v dresu Werderu její nejlepší kanonýr.
Léta roku 2007 se stal hráčem Bayernu Mnichov a hned v úvodním kole německé Bundesligy zaznamenal dva góly a gólovou asistenci u domácí výhry 3:0 proti FC Hansa Rostock.
Během 7. kola zdolalo útočné duo Miroslav Klose–Luca Toni před domácími diváky obranu Chotěbuzi 5:0 a Klose při tom vstřelil hattrick. Na dva z jeho gólů mu nahrál teprve 17letý debutant Toni Kroos.
Po vypršení smlouvy v roce 2011 podepsal smlouvu s Laziem v den svých 33. narozenin.

### Lazio Řím
23. srpna 2012 vstřelil jeden gól slovinskému týmu Mura v prvním zápase 4. předkola Evropské ligy sezóny 2012/13, Lazio Řím postoupilo po výsledcích 2:0 a 3:1 (odveta) do základní skupiny soutěže. Lazio nakonec postoupilo až do čtvrtfinále , kde ve dvojutkání proti tureckému Fenerbahçe SK vypadlo po prohře 0:2 v Istanbulu a remíze 1:1 v Římě. Klose byl jistou dobu zraněný, ale do obou zápasů čtvrtfinále již zasáhl. Na konci sezóny 2012/13 slavil zisk italského poháru, Lazio porazilo v derby svého městského rivala AS Řím 1:0.

K 30. červnu 2016 mu v Laziu vypršela smlouva a Klose se stal volným hráčem. V listopadu 2016 ukončil hráčskou kariéru.

## Reprezentační kariéra
V A-mužstvu Německa debutoval 24. 3. 2001 v kvalifikačním zápase v Leverkusenu proti reprezentaci Albánie, k výhře 2:1 pomohl vstřelenou brankou.
Za německou reprezentaci nastřílel celkem 71 branek a v tomto ohledu patří na první místo v historii před 68gólovým Gerdem Müllerem. Na špici patří i co se týče počtu branek v rámci Mistrovství světa. Na kontě má 16 gólů ze čtyř šampionátů a je momentálně na prvním místě před Brazilcem Ronaldem (15 branek). Na Mistrovství světa v roce 2002 v Japonsku a Jižní Koreji nastřílel 5 branek. Nejlepším střelcem se stal na Mistrovství světa v roce 2006 v Německu, kde nastřílel také 5 branek. Čtyři branky vstřelil na MS 2010 v Jihoafrické republice, dvě na Mistrovství světa 2014 v Brazílii.
Během své kariéry získal zlato, stříbro a dvakrát bronz na Mistrovství světa. Na Euru 2008 získal stříbrné medaile.
6. září 2013 vstřelil během kvalifikačního zápasu s Rakouskem svůj 68. gól v dresu německé seniorské reprezentace, potřeboval k tomu 129 zápasů. Vyrovnal tak střelecký rekord Gerda Müllera (ten nastřílel stejný počet branek v 62 utkáních za Německo). Německo porazilo Rakušany 3:0. Překonal ho 6. června 2014 v přátelském utkání s Arménií (výhra 6:1), kde si připsal svůj 69. reprezentační gól.
Trenér Joachim Löw jej nominoval na Mistrovství světa 2014 v Brazílii. Zde plnil v úvodu roli náhradníka. Němci postoupili ze základní skupiny G se 7 body z prvního místa po výhře 4:0 s Portugalskem, remíze 2:2 s Ghanou a výhrou 1:0 s USA. V utkání proti Ghaně nastoupil do zápasu v průběhu druhého poločasu a po chvíli zařídil vyrovnání na konečných 2:2. Byl to jeho 15. gól na světových šampionátech (a 70. celkově), čímž se dotáhl v rámci MS na vedoucího Brazilce Ronalda. V semifinále proti domácí Brazílii se jedním gólem podílel na demolici Jihoameričanů 7:1 a definitivně se tak odpoutal od Ronalda v tabulce historicky nejlepších kanonýrů mistrovství světa. S týmem získal zlaté medaile po finálové výhře 1:0 proti Argentině. V zápase nastoupil v základní sestavě, ale tentokrát se střelecky neprosadil a nerozmnožil tak své gólové konto z MS.
V srpnu 2014 ukončil reprezentační kariéru s bilancí 137 odehraných zápasů a 71 vstřelených gólů.

## Individuální úspěchy
- 1× fotbalista roku (Německo) – 2006 [24][25]
- historický nejlepší střelec německé fotbalové reprezentace (71 gólů)
- historicky nejlepší střelec mistrovství světa (16 gólů)